# Wiktor I
Wiktor I (łac. Victor; zm. ok. 199 w Rzymie) – męczennik i święty Kościoła katolickiego, 14. papież w latach 189–199.

## Życiorys
Pochodził z rzymskiej prowincji Africa, a jego językiem ojczystym była łacina (był pierwszym papieżem mówiącym po łacinie). Starał się autorytatywnie wprowadzić wszędzie świętowanie Wielkanocy w pierwszą niedzielę po 14 dniu miesiąca Nisan. Ponieważ nie wszystkie Kościoły chciały się temu podporządkować, papież zagroził im ekskomuniką. Jednym z jego głośnych krytyków był Ireneusz z Lyonu, który wysłał do Rzymu list, w którym w ostrych słowach skrytykował Wiktora I. Był pierwszym papieżem, który miał kontakty z dworem cesarskim. Dzięki temu zdołał doprowadzić do uwolnienia chrześcijan skazanych na pracę w kopalniach Sardynii.
Określił, że w specjalnych i nagłych wypadkach można używać do chrztu jakiejkolwiek wody.
W 196 r. ekskomunikował za głoszenie adopcjanizmu Teodora, garbarza z Bizancjum oraz pisarza gnostyckiego – Floryna.
Za jego pontyfikatu w liturgii coraz częściej używano łaciny. Był często krytykowany zarówno ze względu na swoje pochodzenie jak i z powodu swoich decyzji. Św. Ireneusz ustalił listę biskupów Rzymu od świętego Piotra i propagował zasadę sukcesji apostolskiej. Nawrócony prawnik Tertulian po raz pierwszy uzasadniał prymat biskupów Rzymu obietnicą, którą Chrystus złożył św. Piotrowi:

Otóż i Ja tobie powiadam: Ty jesteś Piotr [czyli Skała], i na tej Skale zbuduję Kościół mój, a bramy piekielne go nie przemogą. I tobie dam klucze królestwa niebieskiego; cokolwiek zwiążesz na ziemi, będzie związane w niebie, a co rozwiążesz na ziemi, będzie rozwiązane w niebie.

Wiktor jest jedną z postaci w sztuce Irydion, której akcja dzieje się w późniejszych czasach.

### Dzień obchodów
Wspomnienie liturgiczne w Kościele katolickim obchodzone jest 28 lipca.
Kościół ormiański wspomina świętego 20 kwietnia, koptyjski – 6 listopada.